# Schloss Sierning

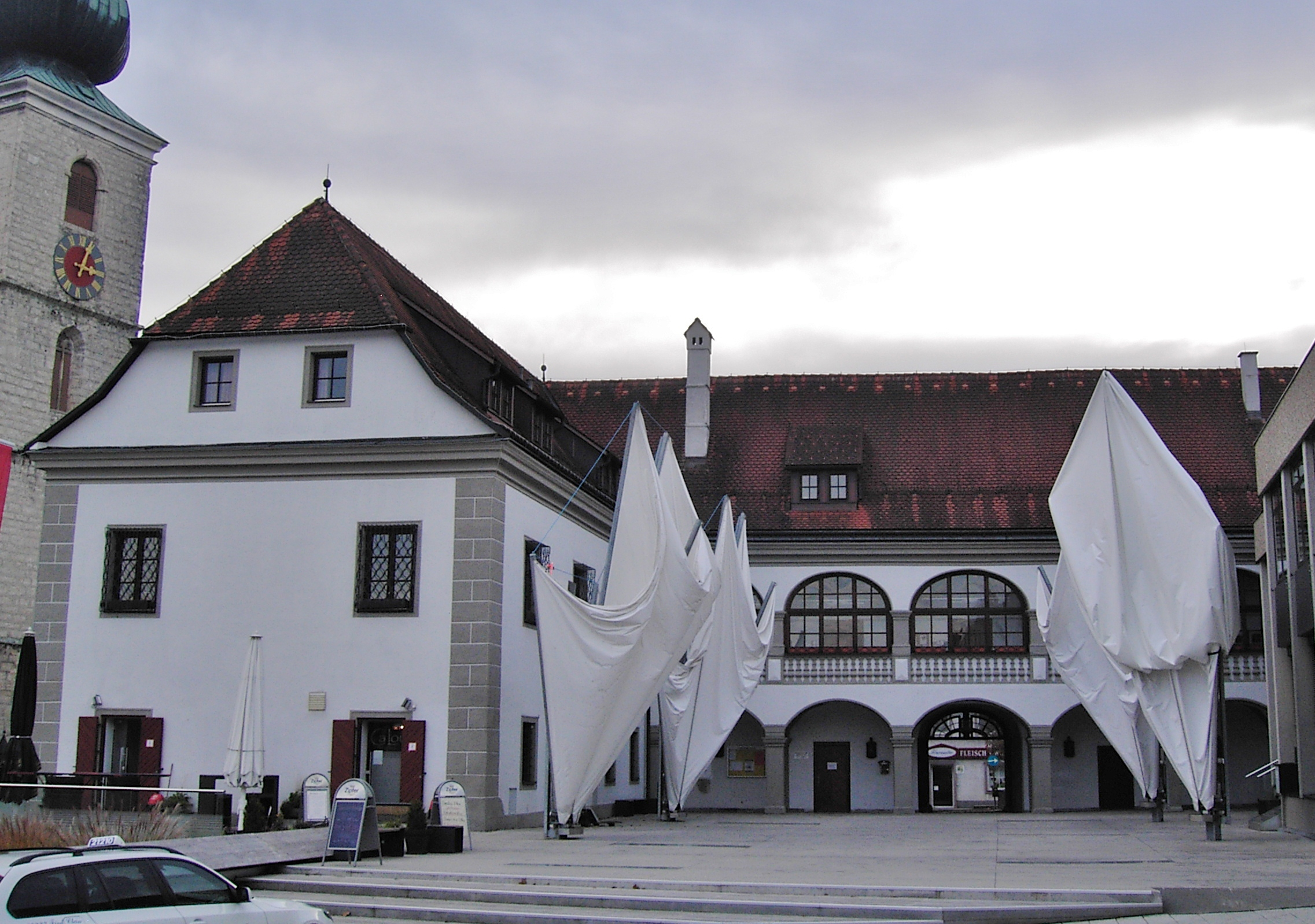
Schloss Sierning heute

Das Schloss Sierning liegt in der Gemeinde Sierning im oberösterreichischen Bezirk Steyr-Land (Hochstraße 2).

## Geschichte
Das Schloss war ein passauischer Herrschaftssitz und entstand aus dem früheren, dem Domkapitel gehörenden Pfarrhof. Der Umbau wurde 1588 durch die Domherrn Georg Gotthardt und Johann von Tattenböck abgeschlossen. 1611 wurden Ort und Schloss Sierning vom Passauer Kriegsvolk unter ihrem Kommandanten Ramee eingenommen. Während der Bauernkriege hatte Stefan Fadinger hier seinen Sitz. Er vereinbarte von hier aus mit dem Stadtrichter von Steyr Madlseder die kampflose Übergabe der Stadt. Von 1754 bis zur Säkularisation von 1803 war Sierning im Besitz des Passauer Domkapitels. 1803 kam es in den Besitz des österreichischen Staates, wurde 1805 zur k. k. Kameralherrschaft und 1805 als Eigentum des kaiserlichen Hofes erklärt. 1827 kaufte der Legationssekretär Theodor Ritter von Kast die Herrschaft Sierning. 1850 ging diese an Llewellyn Freiherrn von Kast über. 1880 folgte Sophie Baronin von Kast und von 1895 bis 1935 Michael Baron von Kast. Von diesem wurde es an den Gasthausbesitzer Krennhuber veräußert.
Das heruntergekommene Schloss wurde schließlich 1969 von der Gemeinde Sierning gekauft und durch den Traunviertler Kulturverein und der Stadtgemeinde Sierning renoviert.

Schloss Sierning
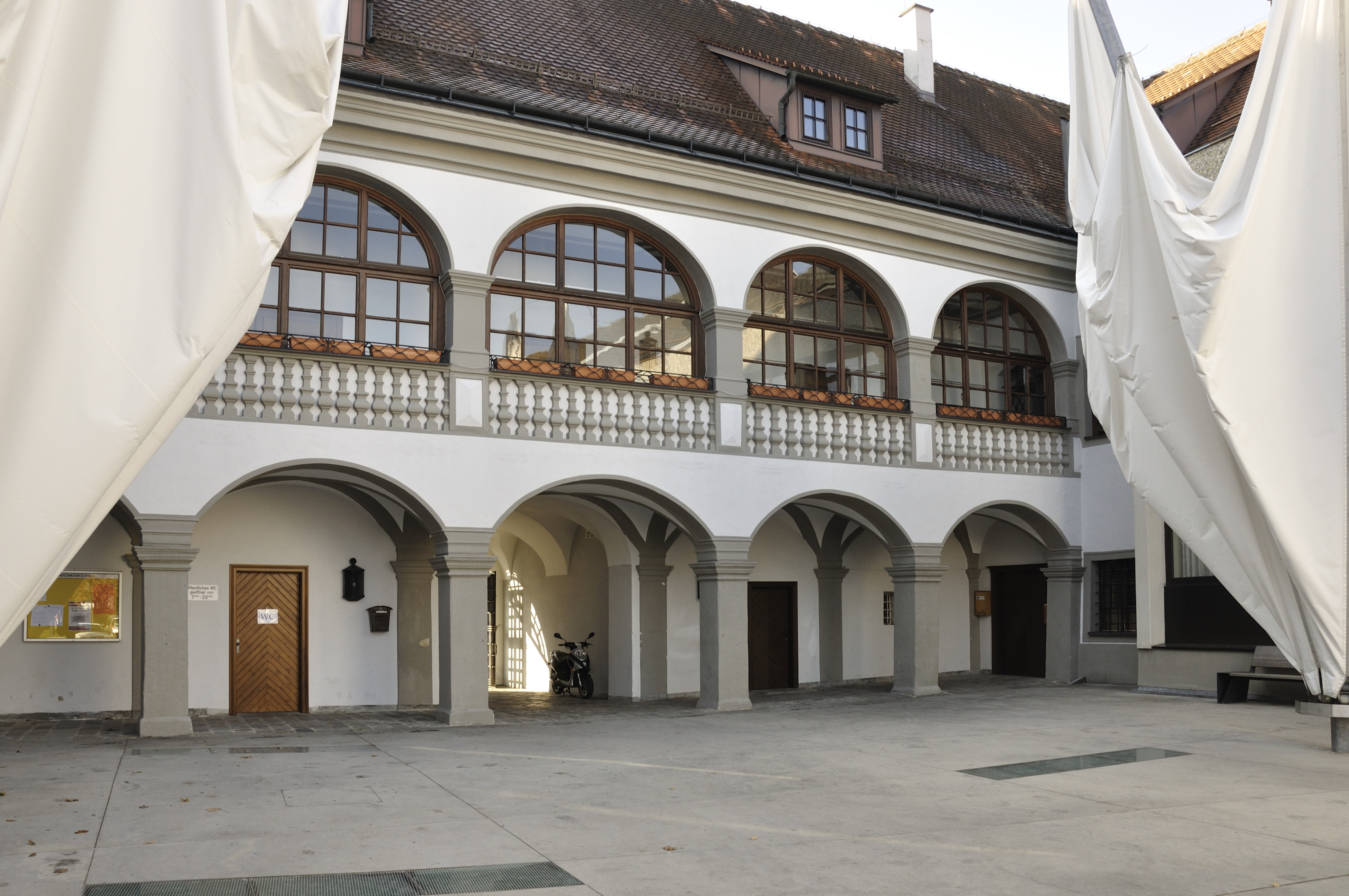
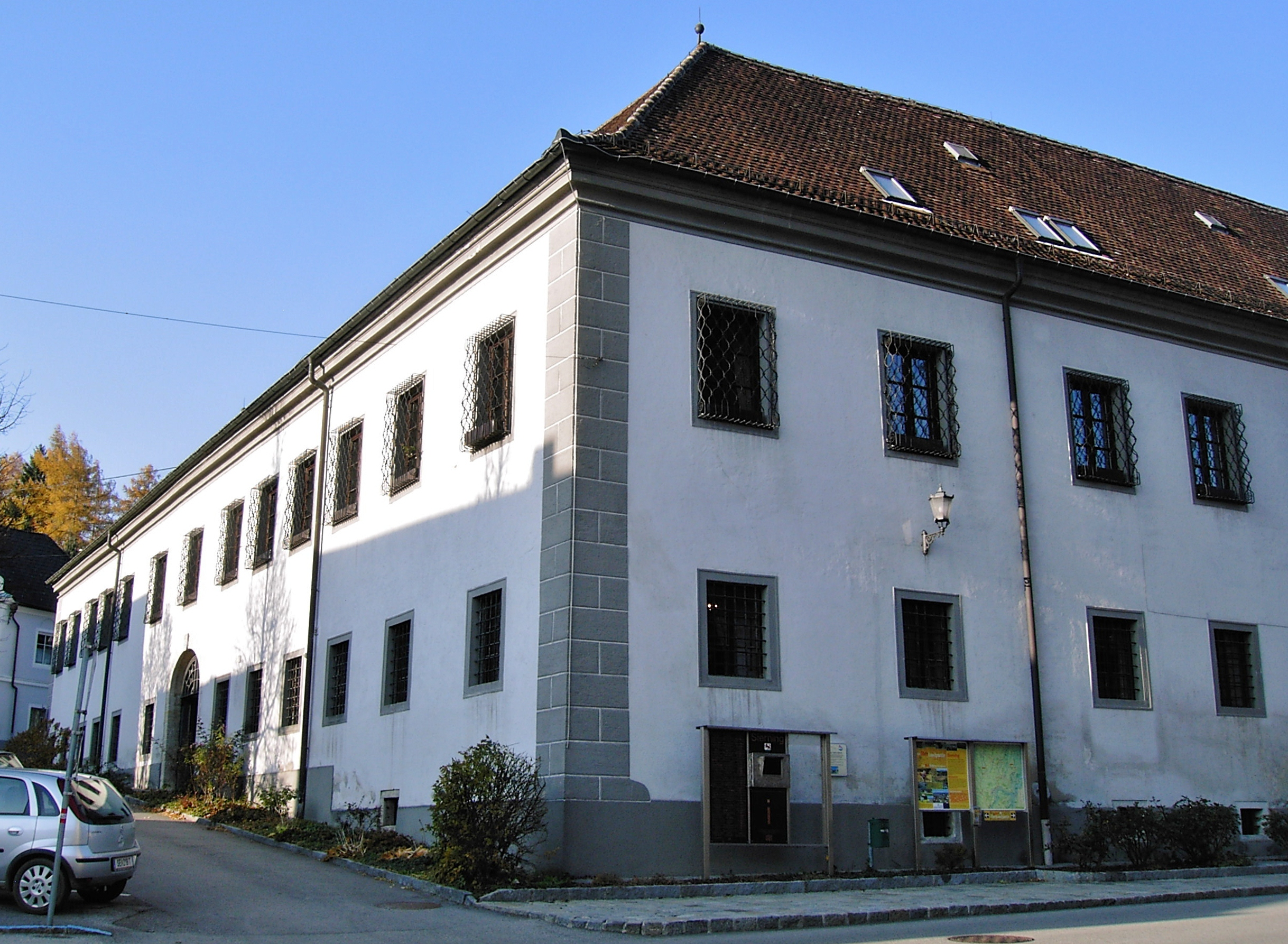
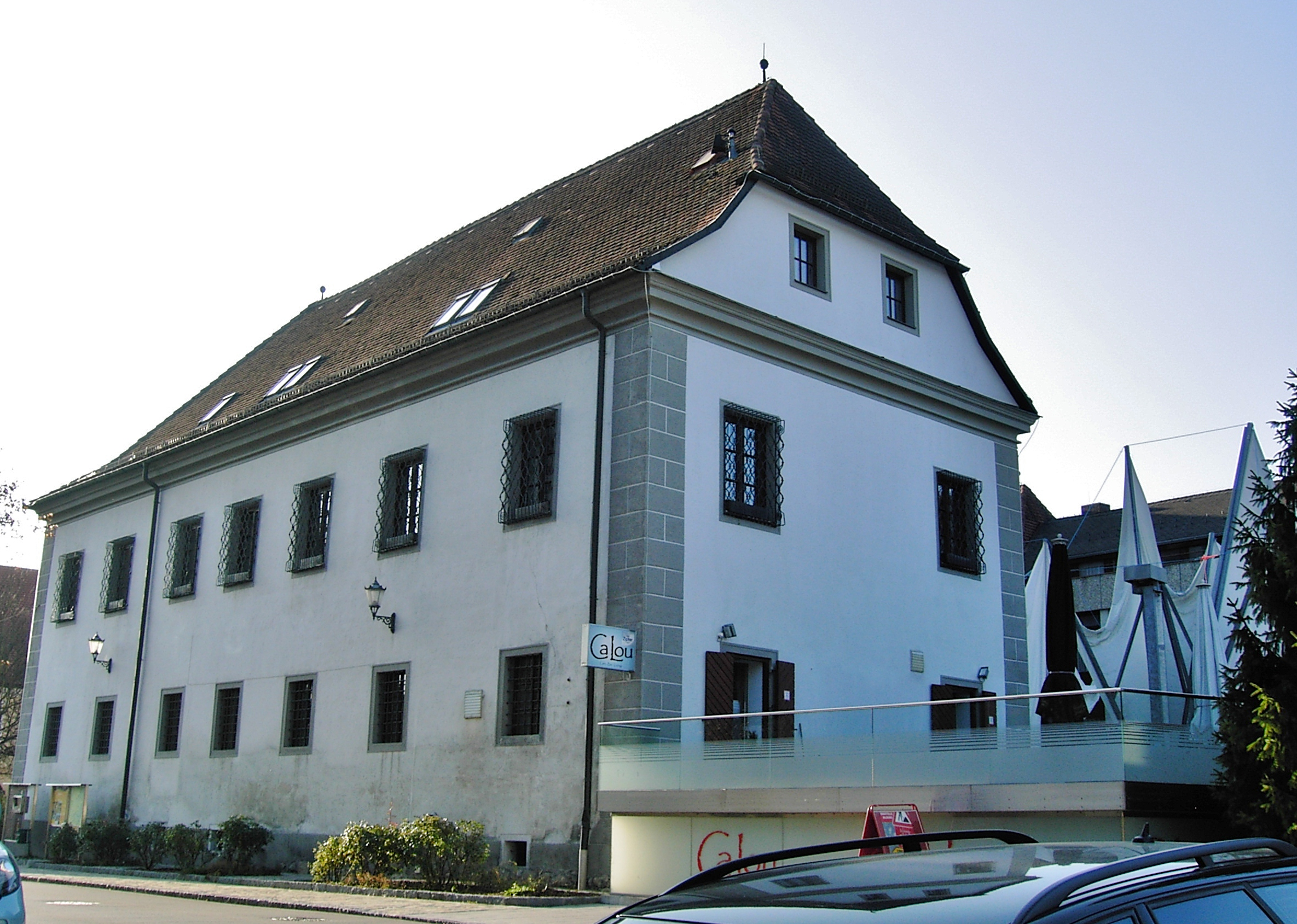
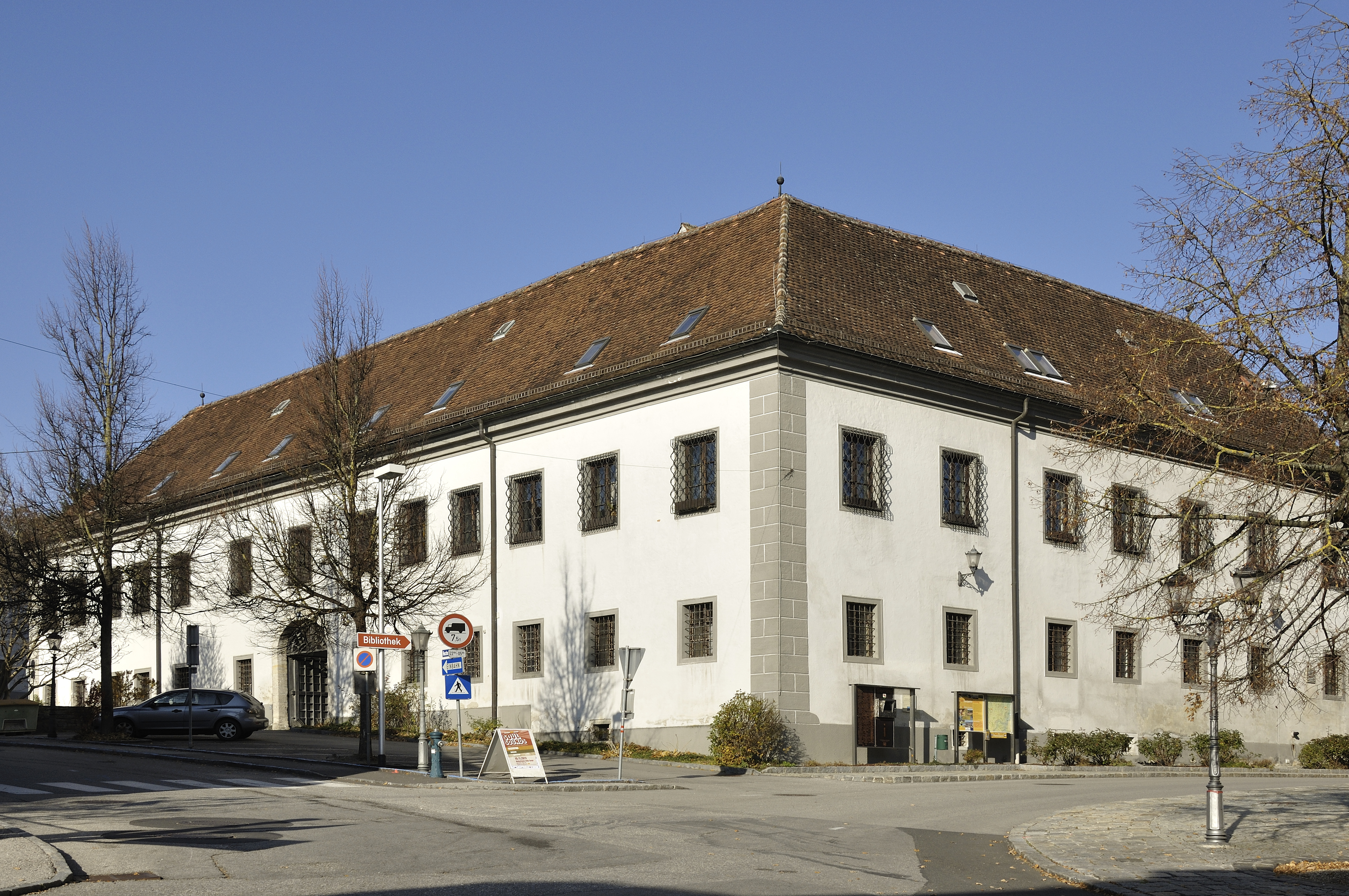

## Schloss Sierning heute
Das Gebäude ist bereits im Hagerschen Schlossbüchel von 1661 abgebildet. Das zweiflügelige Renaissanceschloss stammt aus dem Jahr 1588. Weitere Umbauten waren um 1670 von den Domherren Siegbert von Geilenkirchen und Thomas von Kandlberg veranlasst. Es zeichnet sich durch einen hofseitigen Arkadengang aus. Diese Arkaden waren bis vor der Renovierung durch Wirtschaftsbauten abgeschlossen. Dem Gebäude wurde ein Anbau zugefügt, in dem das Gemeindeamt von Sierning untergebracht ist.